# Distant Early Warning Line

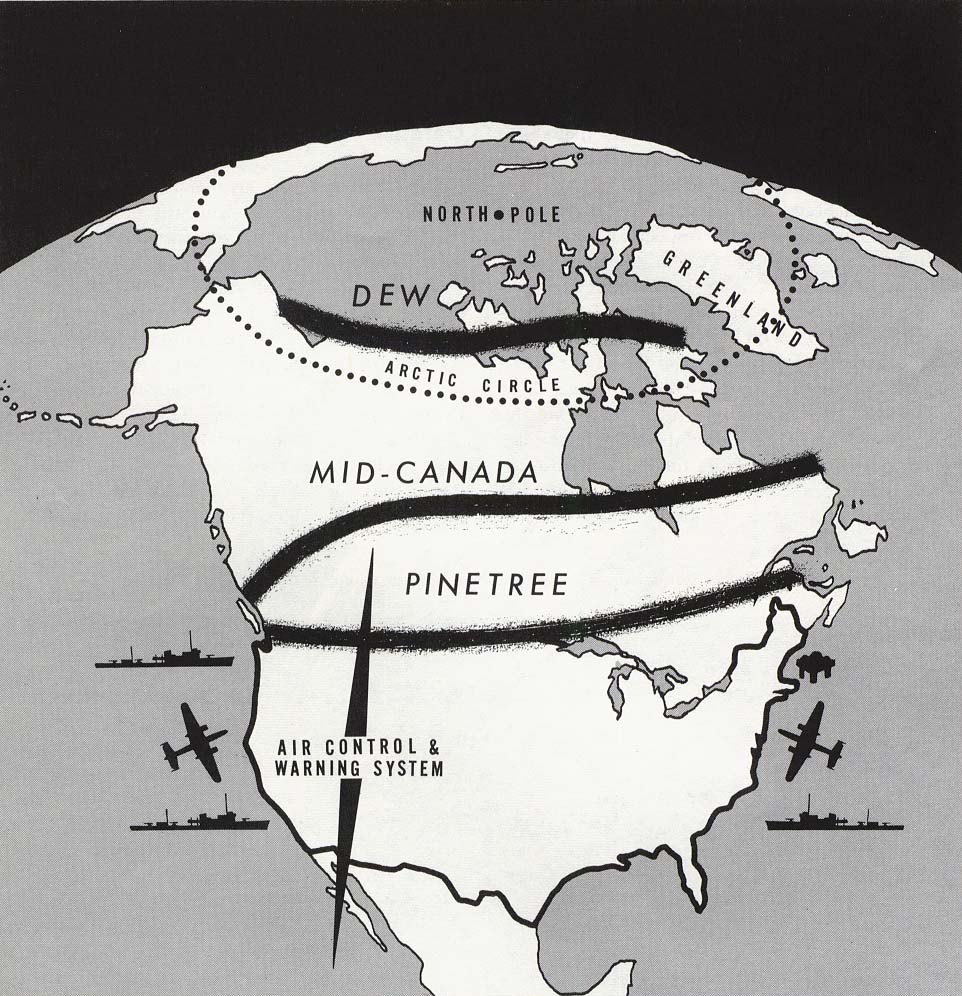
Una mappa che illustra la locazione della Dew Line, della Mid-Canada Line e della Pinetree Line

La Distant Early Warning Line, anche nota con il proprio acronimo di DEW Line o Early Warning Line, era un sistema di radar situato nelle regioni artiche del Canada, con alcune postazioni aggiuntive situate nelle Aleutine in Alaska, nelle Isole Faroe, in Groenlandia ed in Islanda. Concepita per individuare un attacco da parte dell'Unione Sovietica durante la Guerra Fredda, la DEW Line divenne rapidamente obsoleta con l'avvento dei missili balistici.
La DEW Line era il complesso radar situato più a nord ed il più avanzato dei tre sistemi radar costruiti nel corso della Guerra Fredda che comprendevano oltre alla già citata DEW Line la Pinetree Line e la Mid-Canada Line.

## Storia
Lo sviluppo tecnologico nel corso della guerra fredda rese nel giro di pochi anni sia la Pinetree Line sia la Mid-Canada Line completamente obsolete. Situate troppo a sud e spesso a distanza ravvicinata dalle grandi aree metropolitane che dovevano proteggere, già a metà degli anni cinquanta si rese necessario la costruzione di un terzo complesso di stazioni radar situato sufficientemente a nord che potesse scoprire un eventuale attacco sovietico in tempo, dando un tempo di preavviso che permettesse di intercettare i bombardieri sovietici prima che questi raggiungessero i propri obiettivi.
Il 15 febbraio 1954, il governo canadese e quello americano approvarono la costruzione di un terzo complesso di stazioni radar situato al limite della zona artica e situato per la maggior parte in territorio canadese. Complessivamente la DEW Line era stata concepita per coprire un'area della lunghezza di circa 300 chilometri situata lungo il 69º parallelo. Pur interessando parte del territorio canadese, la DEW Line fu finanziata quasi esclusivamente dagli Stati Uniti, mentre le singole stazioni radar, una volta completate ed operative, vennero occupate per due terzi da personale canadese. Complessivamente per la costruzione delle 63 stazioni radar delle quali era composta la DEW Line furono impiegate 25000 persone. La costruzione della DEW Line fu completata grosso modo nel 1957 e l'anno seguente era già completamente operativa.

## Funzionamento

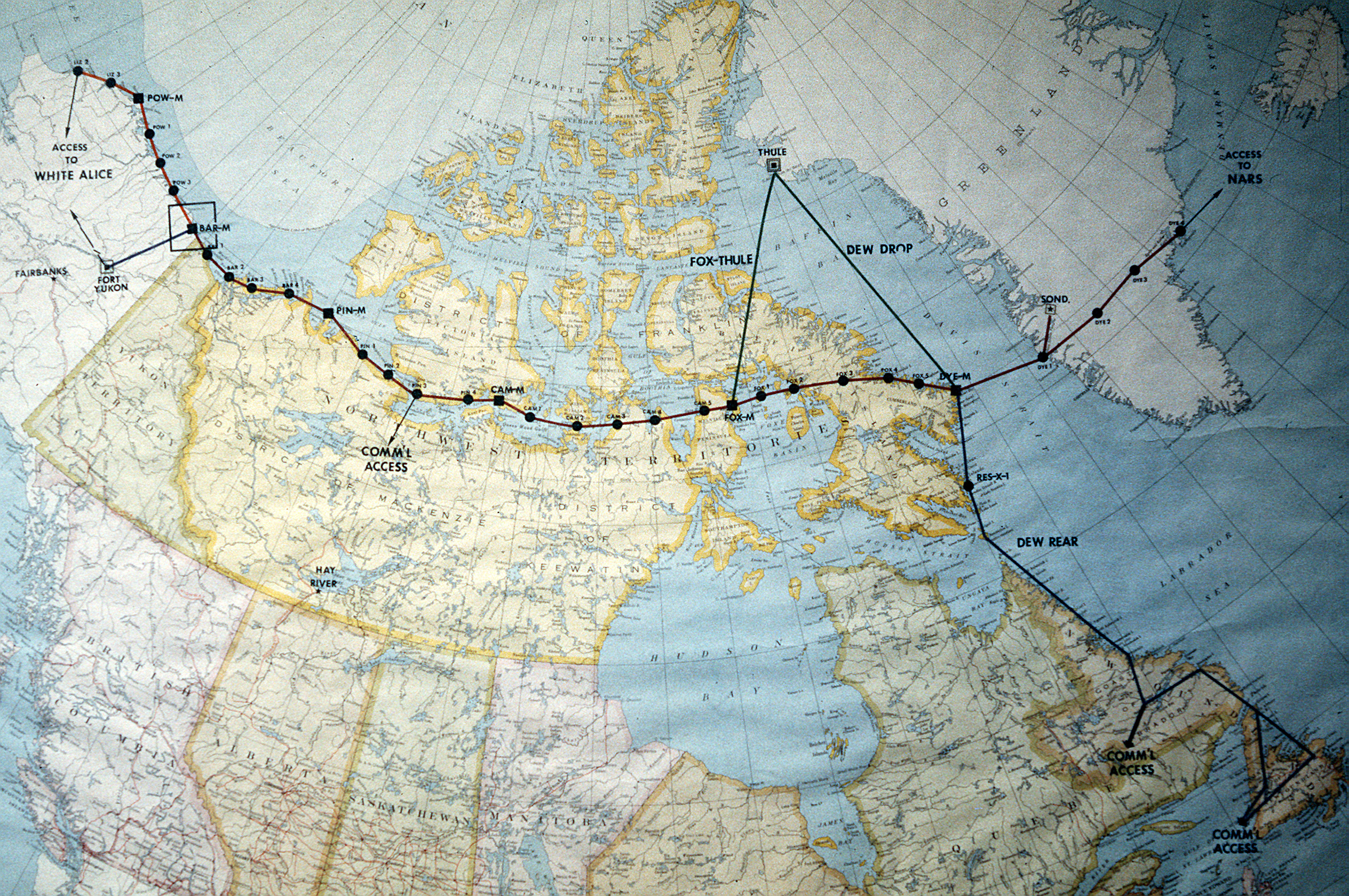
Mappa che riporta la locazione delle singole stazioni della DEW Line

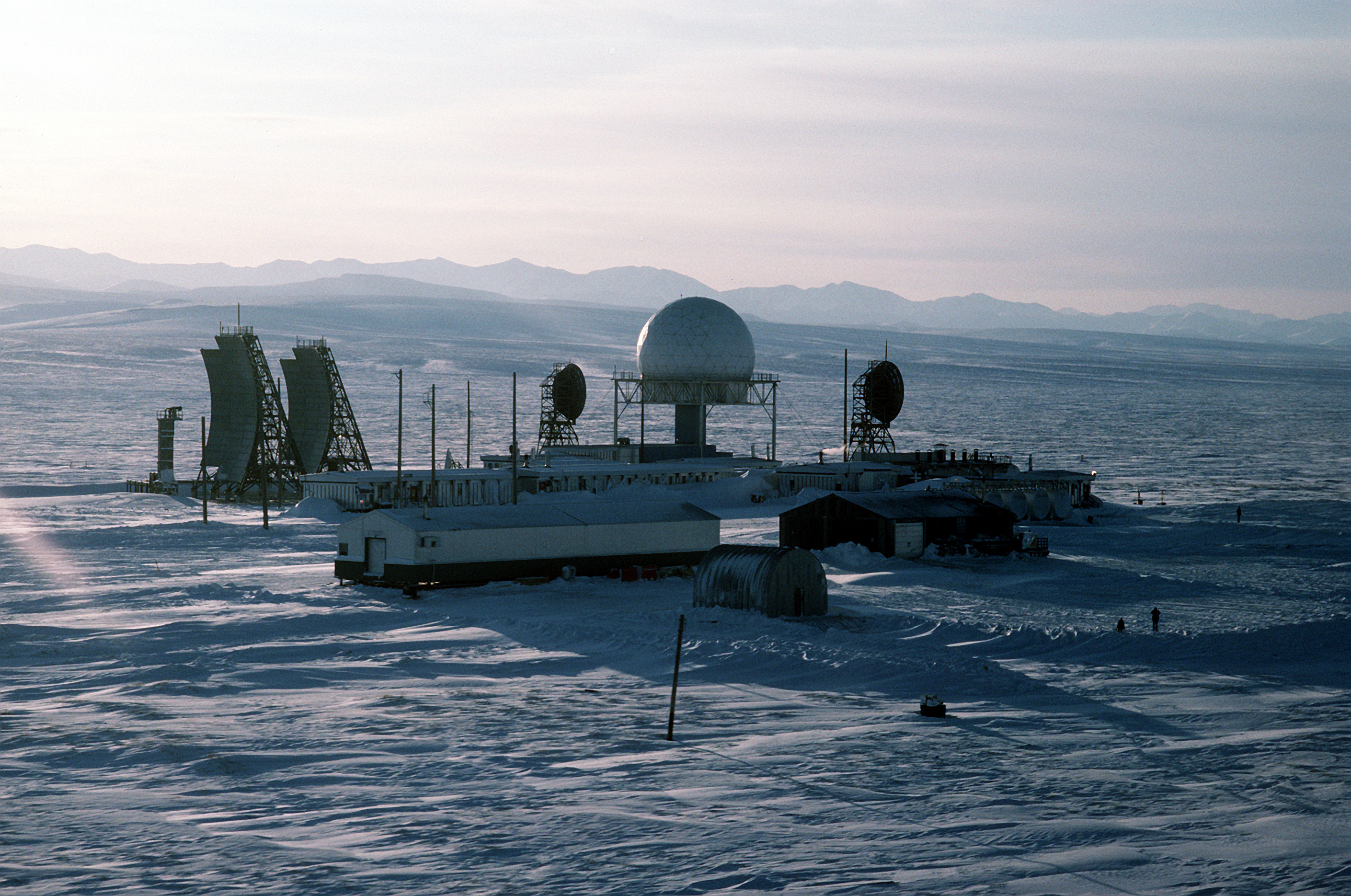
Stazione radar a Point Lay in Alaska.

La DEW Line era composta principalmente da tre tipi di stazioni radar: le più piccole, soprannominate Gap fillers, venivano controllate a distanza e solo occasionalmente nella breve estate artica vi si recavano delle squadre per effettuare opere di manutenzione; a queste si aggiungevano delle basi di medie dimensioni che venivano servite da un massimo di tre o occasionalmente quattro operatori e che di norma erano occupate tutto l'anno; infine esistevano stazioni di dimensioni notevoli, capaci di ospitare anche una dozzina di persone.
Queste stazioni disponevano di sistemi radar del tipo AN/FPS-19 a lungo raggio e rappresentavano la spina dorsale della DEW Line. Nonostante la fitta rete di stazioni radar, tuttavia, alcune aree rimanevano sempre scoperte. Queste zone venivano tenute sotto controllo grazie a radar doppler direzionali del tipo AN/FPS-23, simili a quelli utilizzati solo alcuni anni addietro per la Mid-Canada Line. Per garantire un sistema di comunicazioni efficace tra le singole stazioni le si dotò di un sistema di comunicazioni radio per l'epoca all'avanguardia.
Nonostante fosse stata completata in un tempo record e dotata di tecnologie di punta, la DEW Line subì un destino simile a quello delle due linee radar che la precedettero. Nel giro di pochi anni grazie al massiccio impiego di missili balistici da parte dell'Unione Sovietica la DEW Line divenne rapidamente obsoleta e alcune delle stazioni radar furono abbandonate. Ciononostante il grosso degli impianti venne mantenuto operativo allo scopo di mantenere un controllo sullo spazio aereo artico e per mantenere da parte canadese la sovranità sui territori artici.
Nel 1985 alcune delle stazioni radar principali vennero ammodernate e dotate di nuovi sistemi. Queste stazioni radar vennero di seguito assegnate al North Warning System che prese il posto della DEW Line e che era composto da stazioni radar che facevano parte oltre della DEW Line anche della Mid Canada Line e della Pinetree Line. Con la fine della Guerra Fredda nel 1990 molte delle stazioni radar vennero abbandonate e tutte le stazioni radar in territorio canadese vennero consegnate alle autorità di Vancouver, mentre gli Stati Uniti mantennero operative alcune delle loro stazioni in Alaska.

## Smantellamento

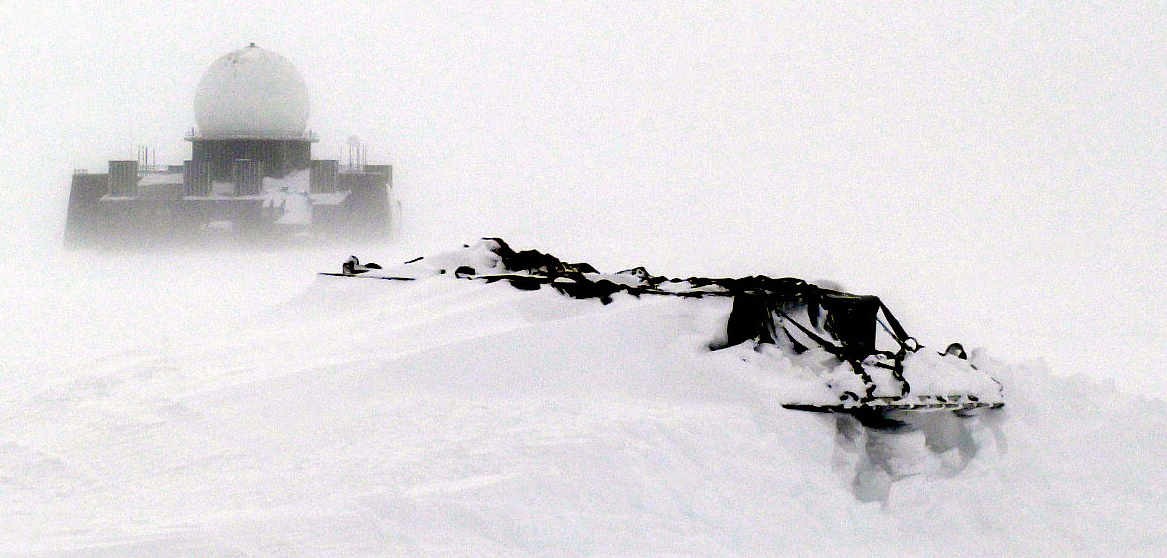
Una stazione radar in Groenlandia, si noti il pallet abbandonato in primo piano

A causa degli elevati costi di smantellamento delle stazioni radar dismesse è sorta tra Stati Uniti e Canada una controversia su chi debba sostenere le spese di bonifica dei siti interessati. Nel corso degli anni queste stazioni hanno prodotto una grande quantità di rifiuti che non è stato possibile asportare a causa degli elevati costi e a causa della inaccessibilità di molte di queste stazioni situate in aree remote. Il contenzioso fu risolto nel 1996 con un accordo che prevedeva un contributo da parte statunitense di 100 milioni di dollari per fare fronte alla spesa di circa 600 milioni di dollari prevista per bonificare i siti abbandonati.